# جوزف جیمز دی‌انجلو
جوزف جیمز دی‌انجلو جونیور (انگلیسی: Joseph James DeAngelo Jr. زاده ۸ نوامبر ۱۹۴۵) یک قاتل زنجیره‌ای، متجاوز زنجیره‌ای و دزد آمریکایی است که سابقاً افسر پلیس بوده و حداقل مرتکب ۱۳ فقره قتل، بیش از ۵۰ تجاوز و بیش از ۱۰۰ دزدی در کالیفرنیا در بین سال‌های ۱۹۷۳ و ۱۹۸۶ شده‌است. او مسئول حداقل سه قانون‌شکنی جنایی در کالیفرنیا بوده که هر کدام القاب متفاوتی در رسانه‌ها داشتند. تا اینکه مشخص شد همه آن‌ها کار یک نفر بوده‌است. او پیش از نقل مکان به شهرستان ساکرامنتو، دزدی را آغاز کرد (وایسیلیا رانسکر). در ساکرامنتو تحت عنوان متجاوز ناحیه شرقی شناخته شد و براساس روش کارش به حملاتی ارتباط داده شد که در کونترا کاستا، استاکتون و مودستو رخ دادند. دی‌انجلو در کالیفرنیای جنوبی دست به قتل زد و تحت عنوان دنبال کننده شب و دنبال کننده شب اصلی شناخته شد (چون قاتل زنجیره‌ای ریچارد رامیرز نیز «دنبال کننده شب» نامیده می‌شد). گفته می‌شود او با تماس‌های تلفنی وقیحانه و احتمالاً یادداشت‌هایی، قربانی‌ها و پلیس را سرزنش و تهدید می‌کرده‌است.
تحقیقات پلیس دهه‌ها طول کشید و در این مدت چندین مظنون از طریق شواهد دی‌ان‌ای، غیبت از محل جرم یا دیگر روش‌های تحقیقی تبرئه شدند. در سال ۲۰۰۱، آزمایش دی‌ان‌ای نشان داد که متجاوز ناحیه شرقی و دنبال کننده شب اصلی یک نفر هستند، پس از لقب «ایرونز» برای دی‌انجلو استفاده شد. این پرونده یکی از عوامل مؤثر در تأسیس پایگاه داده‌های دی ان ای کالیفرنیا بود که طبق آن، دی‌ان‌ای تمام متهمین و مجرمین در کالیفرنیا جمع شد. این پایگاه بعد از پایگاه ویرجینیا، رتبه دوم تأثیرگذاری در حل پرونده‌های قدیمی را داشته‌است. نویسنده جنایی میشل مک نامارا، برای افزایش آگاهی مردم از این پرونده، در اوایل سال ۲۰۱۳ از لقب «قاتل ایالت طلایی» استفاده کرد.
در ۱۵ ژوئن ۲۰۱۶، اداره تحقیقات فدرال (اف‌بی‌آی) و آژانس‌های قانونی محلی یک کنفرانس خبری برگزار کردند و اعلام شد که تلاش‌ها در سطح ملی از سر گرفته شده و ۵۰ هزار دلار جایزه برای دستگیری قاتل تعیین شد. در ۲۴ آوریل ۲۰۱۸، مقامات بر اساس شواهد دی‌ان‌ای، دی‌انجلوی ۷۲ ساله را به جرم ۸ فقره قتل درجه اول دستگیر کردند. محققان از طریق تبارشناسی ژنتیکی، موفق به شناسایی اعضای خانواده دی‌انجلو شده بودند. از طرفی برای نخستین بار جرم‌های وایسیلیا رانسکر به دی‌انجلو ارتباط داده شد. بخاطر قانون مرور زمان در کالیفرنیا، پرونده‌های تجاوز پیش از سال ۲۰۱۷ دی‌انجلو مدنظر قرار نگرفتند ولی او در اوت ۲۰۱۸ به ۱۳ فقره آدم‌ربایی و تلاش برای دزدی محکوم شد. در ۲۹ ژوئن ۲۰۲۰ دی‌انجلو به چندین فقره قتل و آدم‌ربایی اعتراف کرد. به عنوان بخشی از معامله دعوی، دی‌انجلو چند جرم دیگر از جمله تجاوز را پذیرفت که رسماً برای آن‌ها محکوم نشد.

## جنایت‌ها

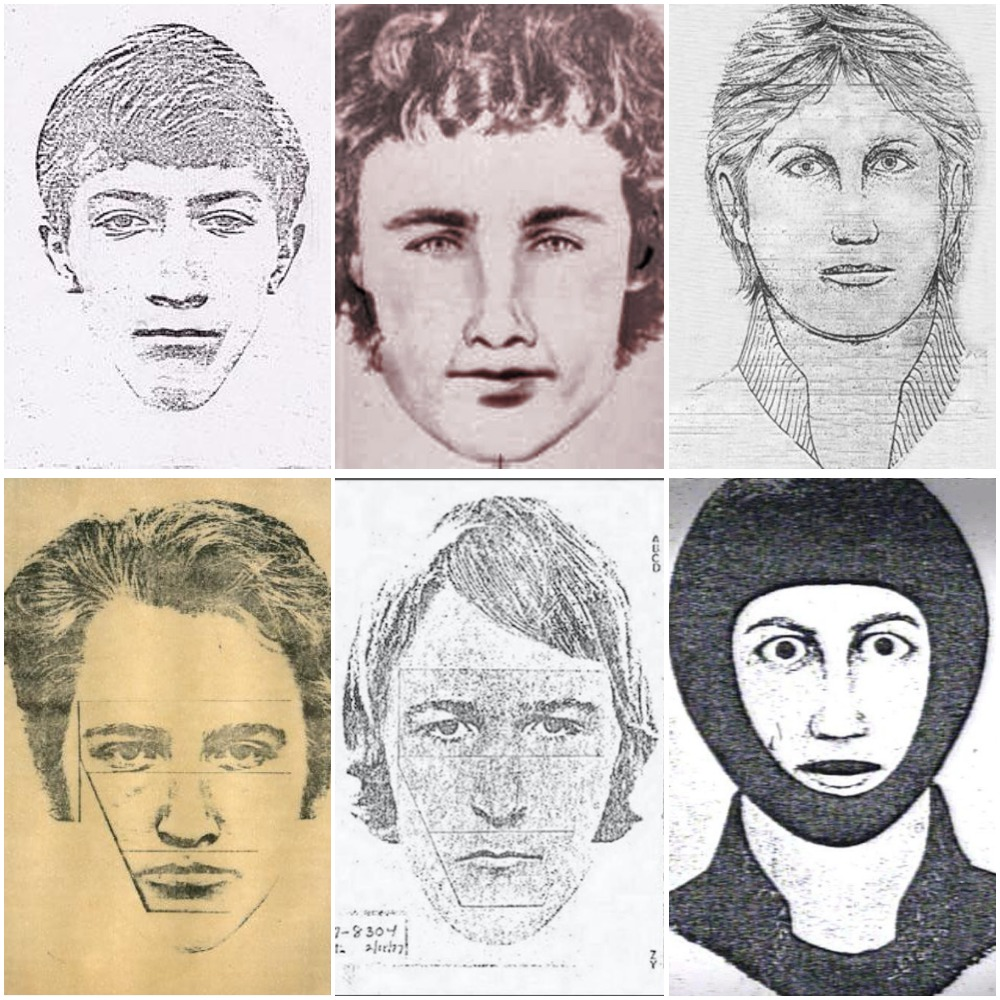
چهره نگاری های ثبت شده از متجاوز ناحیه شرقی

شواهد دی‌ان‌ای، دی‌انجلو را به هشت فقره قتل در گولتا، ونتورا، دانا پوینت و ایروین ارتباط داد. دو قتل در گولتا فاقد شواهد دی‌ان‌ای بودند ول بنا بر شیوه جرم، با کار او پیوند خوردند. او به سه قتل دیگر نیز اعتراف کرد: دو مورد در رانچو کوردووا و یک مورد در ویسالیا. دی‌انجلو در شهرهای مختلف کالیفرنیا به بیش از ۵۰ مورد تجاوز شناخته شده دست زد؛ از جمله ساکرامنتو، کونترا کاستا، استانیسلاس، سن واکین، الامدا، سانتا کلارا و یولو. او با صدها مورد سرقت، دزدی، خرابکاری، تماشاگری، تعقیب و جاسوسی ارتباط دارد.

### وایسیلیا رانسکر (مه ۱۹۷۳ - دسامبر ۱۹۷۵)
مدت‌ها تصور می‌شد که متجاوز ناحیه شرقی کارش را از وایسیلیا، کالیفرنیا آغاز کرده‌است. اعتقاد بر این است که در یک مدت ۲۰ ماهه، رانسکر مسئول یک فقره قتل و نزدیک به ۱۲۰ سرقت بوده‌است. اکثر اقدامات رانسکر شامل ورود غیرقانونی به داخل خانه‌ها، بررسی (یا خرابکاری) دارایی‌های صاحب خانه، پخش کردن لباس زیر زنان، دزدیدن سکه و کالاهای کم ارزش یا شخصی می‌شد. او اغلب، اوراق بانکی و دیگر کالاهای ارزشمندی را که جلوی دید بود، نادیده می‌گرفت.
در اواخر سال ۲۰۱۸، رئیس پلیس وایسیلیا بیان کرد اگرچه هیچ ان ای برای ارتباط دادن دی‌انجلو به پرونده‌های سنترال ولی وجود ندارد، اما واحد او شواهد دیگری دارد که در این تحقیقات نقش دارند و او «مطمئن» بود که «وایسیلیا رانسکر دستگیر شده‌است.» با اینکه قانون مرور زمان برای سرقت‌ها انقضا شده بود، اما دی‌انجلو رسماً در ۱۳ اوت ۲۰۱۸ بخاطر قتل درجه اول کلود اسنلینگ در سال ۱۹۷۵ محکوم شد. در سال ۲۰۲۰، دی‌انجلو قتل اسنلینگ را پذیرفت و نشان داد که او وایسیلیا رانسکر بوده‌است.

### متجاوز ناحیه شرقی (ژوئن ۱۹۷۶ - ژوئیه ۱۹۷۹)
دی‌انجلو در سال ۱۹۷۶ به ناحیه ساکرامنتو رفت و به تجاوز روی آورد. ابتدا در نواحی ثبت نشده کارمایکل، سیتروس هایتس و رنچو کوردووا در شرق ساکرامنتو دست به جنایت می‌زد. روش او در ابتدا این بود که شبانه در محله‌های متوسط قدم می‌زد تا زنان تنها را در خانه‌های یک طبقه و نزدیک به مدرسه، نهر، جاده یا دیگر فضاهای باز پیدا کند و بتواند سریع فرار کند. او چندبار دیده شد ولی همیشه با موفقیت فرار می‌کرد. اما یک بار شلیک کرد و جوانی را که در تعقیبش بود، به شدت مجروح کرد.
اکثر قربانی‌ها قبل از حمله یک ولگرد را در ملک خود دیده بودند (یا صدایش را شنیده بودند) و تعداد زیادی هم ورود اجباری به خانه را تجربه کرده بودند. پلیس معتقد بود که متهم در محله هدف خود، به شدت دست به عملیات شناسایی می‌زند، از پنجره داخل خانه را نگاه می‌کند و در حیاط می‌چرخد و بعد خانه‌ای را برای حمله انتخاب می‌کند. گفته می‌شد او گاهی وارد خانه قربانیان آتی خود می‌شده تا پنجره‌ها را باز، تفنگ‌ها را خالی و طناب‌هایی مخفی کند. او مدام به قربانی‌های آتی خود زنگ می‌زد (گاهی چند ماه جلوتر) تا از برنامه روزانه آن‌ها مطلع شود.
او در ابتدا زنان تنها یا همراه با فرزند را هدف قرار می‌داد ولی نهایتاً به سراغ زوج‌ها رفت. روش معمول دی‌انجلو این بود که از پنجره یا در کشویی، مخفیانه وارد می‌شد، با چراغ‌قوه ساکنین را بیدار می‌کرد و با تفنگ آن‌ها را تهدید می‌کرد. سپس دست و پای قربانی‌ها را با بند کفش و چشم و دهانشان را با حوله می‌بست. معمولاً قربانی مؤنث مجبور بود دست و پای همراه مذکرش را ببندد. گره‌ها اغلب آنقدر محکم بودند که ساعت‌ها پیش از بازشدن، دستان قربانی‌ها بی‌حس بود. سپس دی‌انجلو زن و مرد را از هم جدا می‌کرد و اغلب چند بشقاب روی کمر مرد می‌گذاشت و تهدید می‌کرد که اگر صدای بهم خوردن ظرف‌ها را بشنود، همه را خواهد کشت. سپس زن را اتاق پذیرایی می‌برد و گاهی برای ساعت‌ها به او تجاوز می‌کرد.
گاهی دی‌انجلو ساعت‌ها در خانه می‌ماند، کمدها و کشوها را می‌گشت، در آشپزخانه غذا می‌خورد، آبجو می‌نوشید، دوباره به زن تجاوز می‌کرد و تهدید را از سر می‌گرفت. گاهی قربانی‌ها فکر می‌کردند او رفته ولی ناگهان از دل تاریکی بیرون «می‌پرید». او معمولاً وسایل شخصی و کم ارزش را می‌دزدید ولی گاهی به سراغ پول نقد سلاح نیز می‌رفت. سپس یواشکی از خانه خارج می‌شد و قربانی‌ها از رفتن او مطمئن نبودند. تصور می‌شد او از طریق چند حیاط و پای پیاده فرار می‌کرد و سپس با دوچرخه به خانه می‌رفت. او سعی می‌کرد وارد خیابان نشود و بیشتر از پارک‌ها، حیاط مدارس، کنار نهرها و دیگر فضاهای باز استفاده می‌کرد.
این متجاوز اولین حمله خود را از ژوئن ۱۹۷۶ در شهرستان ساکرامنتو آغاز کرد و تا مه ۱۹۷۷ به کارش ادامه داد. بعد از سه ماه وقفه، در ماه سپتامبر به شهرستان سن یاکین رفت ولی برای یکی از ده حمله بعدی خود به ساکرامنتو بازگشت. متجاوز در تابستان سال ۱۹۷۸ در استانیسلاس و یولو پنج بار حمله کرد و دوباره به مدت سه ماه ناپدید شد. پس از آن، در اکتبر به حملاتش در شهرستان کونترا کاستا ادامه داد و تا ژوئیه ۱۹۷۹ به همین منوال گذشت.

### قتل‌ها
یک زوج جوان اهل ساکرامنتو به نام‌های برایان مگیور (پلیس ارتش در پایگاه نیروی هوای مدر) و کیتی مگیور شب ۲ فوریه ۱۹۷۸ در رانچو کوردووا، نزدیک محل پنج حمله متجاوز ناحیه شرقی درحال پیاده‌روی با سگشان بودند. این زوج پس از رویارویی با دی‌انجلو فرار کردند ولی او آن‌ها را دنبال کرد و هر دو را با شلیک گلوله کشت. بعضی محققان گمان می‌کردند که متجاوز ناحیه شرقی آن‌ها را کشته چون به محل دیگر حملات نزدیک بودند و یک بند کفش آن حوالی پیدا شد. اف‌بی‌آی در ۱۵ ژوئن ۲۰۱۶ اعلام کرد آن‌ها مطمئن بودند که قتل زوج مگیور کار متجاوز ناحیه شرقی بوده‌است. در ۲۹ ژوئن ۲۰۲۰ دی‌انجلو به این قتل‌ها اعتراف کرد.

### دنبال کننده شب اصلی (اکتبر ۱۹۷۹ - مه ۱۹۸۶)
کمی بعد از اقدام به تجاوز در ۵ ژوئیه ۱۹۷۹، دی‌انجلو به کالیفرنیای جنوبی رفت و کشتار را آغاز کرد. ابتدا در شهرستان سانتا باربارا در ماه اکتبر کارش را شروع کرد. این حملات تا سال ۱۹۸۱ (با یک حمله در سال ۱۹۸۶) ادامه داشت. تنها زوج حمله اول زنده ماندند. آن‌ها همسایه‌ها را باخبر کردند و مهاجم مجبور به فرار شد. اما دیگر قربانی‌ها با شلیک گلوله یا چماق کشته شدند. از آنجا که برای چندین دهه تصور می‌شد دی‌انجلو ارتباطی با این جنایات ندارد، او را با نام دنبال کننده شب می‌شناختند. تا اینکه این لقب به ریچارد رامیرز رسید و نام او را دنبال کننده شب اصلی گذاشتند.

## مشخصات مظنون

### ویژگی‌های فیزیکی
این ویژگی‌های فیزیکی بر اساس شواهد صحنه جرم و توافق نسبی بین قربانی‌ها و نیروهای پلیس بدست آمدند:
- مرد سفیدپوست
- قد حدوداً ۵ فوت و ۱۰ اینچ (۱٫۷۸ متر)
- لاغر، هیکل ورزشکاری
- سایز پای ۹ تا ۹ونیم
- گروه خونی ای
- غیرمترشح: اسپرم او حاوی آنتی‌ژن‌های گروه خونی نیست.[۳۹]
- چابک و توانا در زمینه دوی سرعت، دوچرخه سواری و پرش از روی موانع

### ویژگی‌های احتمالی
این ویژگی‌های فیزیکی احتمالی هستند. درصد کمی از قربانی‌ها مجرم را به شیوه ای متفاوت توصیف کردند:
- در زمان شروع تجاوزها در سال ۱۹۷۶، ۱۸–۲۵ساله بود؛ مقامات معتقد بودند که او در سال ۲۰۱۸ بین ۶۰ تا ۷۵ سال دارد.

طبق گفته‌های واحد کلانتری شهرستان اسکرامنتو، در سه صحنه جرم تراشه‌های رنگی میکروسکوپی یافت شد (دو مورد قتل و یک تجاوز). این مسئله نشان می‌دهد که قاتل ایالت طلایی در کار ساخت و ساز بوده و احتمالاً از یک تفنگ اسپری رنگ استفاده می‌کرده‌است.
یک محل ساخت و ساز نزدیک صحنه قتل گولتا در سال ۱۹۷۹ وجود داشته و یک محقق پرونده‌های قدیمی در سال ۲۰۱۳ با سرپرست آنجا تماس گرفت تا سوابق کارگران را بدست بیاورد.

### مشخصات روان‌شناسی
جرم شناسان شواهد سرم‌شناسی منطبقی را در صحنه‌های کالیفرنیای جنوبی پیدا کردند و بر اساس تحلیل احتمالی، یک نیمرخ روان‌شناسی نظری از قاتل ایالت طلایی به دست آمد. طبق گفته‌های لسلی دمبروزیا، خالق اصلی این نیمرخ، قاتل ایالت طلایی احتمالاً چنین ویژگی‌هایی داشته‌است:
- در سال ۱۹۷۹ و با شروع قتل‌ها، سن عاطفی او معادل یک فرد ۲۶ تا ۳۰ ساله بوده‌است.
- در زندگی شخصی خود انحراف جنسی و سکس خشن را تجربه کرده‌است.
- با فاحشه‌ها رابطه جنسی داشته‌است.
- نسبت به روش‌های تحقیقی پلیس و تکنیک‌های جمع‌آوری شواهد آگاهی داشته‌است.
- ازنظر جنسی توانا بوده، در روابط با رضایت طرف مقابل یا بدون رضایت او قادر به انزال بوده‌است.
- در سال ۱۹۸۰ نزدیک ونتورا، کالیفرنیا زندگی یا کار می‌کرده‌است.
- وضعیت جسمی خوبی داشته‌است.
- ماهر است، تجربه دزدی از خانه را داشته و احتمالاً جنایاتش را از این نقطه آغاز کرده‌است.
- در نوجوانی سابقه جنایی داشته که بعداً تاریخش به سر آمده‌است.
- درآمد داشته ولی در ساعات اولیه صبح کار نمی‌کرده‌است.
- بخاطر اشتباهات واقعی (یا ادراکی) از زنان متنفر بوده.
- باهوش و خوش زبان بوده‌است.
- در زندگی شخصی فردی مرتب و منظم بوده و به خوبی از ماشینش مراقبت می‌کرده‌است.
- مخفیانه از پنجره به داخل خانه افراد زیادی نگاه کرده‌است.
- اعتماد به نفس داشته‌است.

این نیمرخ نشان می‌داد که شاید قاتل بعد از قتل جنل کروز گرفتار شده یا در حین ارتکاب به جرمی مشابه کشته شده‌است. به علاوه به دزدی‌های اواخر دهه ۱۹۸۰ شبیه بود که در آن‌ها یک مرد تنها کشته شد. طبق این نیمرخ احتمال کمی وجود داشت که قاتل ایالت طلایی خودکشی کرده باشد یا در یک مؤسسه روانی بستری باشد.
طبق این نیمرخ، بولتن‌های تله پرینتر در اختیار آژانس‌های پلیس در سراسر آمریکا قرار گرفت. در این بولتن‌ها خواسته شده بود که هرگونه اطلاعاتی از تعرض به خانه همراه با تجاوز جنسی، قتل، کتک، چند قربانی و اسارت که مشابه با این پرونده است، ارائه شود. تا سال ۲۰۱۵ هیچ جرم مشابهی گزارش نشد. این نیمرخ حدس می‌زد که شاید قاتل ایالت طلایی در کشور دیگری به جنایاتش ادامه داده که سوابقش در دست نیست.